# Miracle on 34th Street
Miracle on 34th Street  (en Hispanoamérica, Milagro en la calle 34; en España, De ilusión también se vive) es una película de 1947, ganadora de tres Premios de la Academia, dirigida por George Seaton y protagonizada por Maureen O'Hara, John Payne, Natalie Wood y Edmund Gwenn, quien recibió el Oscar al mejor actor de reparto por su personificación de Kris Kringle. La película tuvo una nueva versión en 1994 protagonizado por Elizabeth Perkins y Mara Wilson.

## Trama
Doris Walker (Maureen O'Hara) es una ejecutiva jefa de los grandes almacenes Macy's y madre de Susan (Natalie Wood), de 9 años. Poco antes del desfile del Día de acción de gracias descubre que el actor que va a personificar a Santa Claus está ebrio y decide contratar al transeúnte Kris Kringle, un indignado anciano que acaba de descubrir el estado de ebriedad del Santa de Macy's. Pronto Kringle acapara la atención de quienes asisten al desfile por su simpatía y su alegría navideña. Después del desfile es contratado por dar a la perfección el tipo de personaje, pero todo se complica cuando Kringle asegura que él es el auténtico Santa Claus. 
Por su parte Susan no cree en Santa, debido a que su madre le ha revelado que es una fantasía, por lo que no espera recibir los regalos de su lista. Sin embargo, al conocer a Kringle comienza a creer que Santa Claus existe.
Kringle atrae a una multitud de personas a Macy's, por lo que el propietario de la cadena rival ingenia un plan para presentarle como un perturbado mental y termina llevándole ante los tribunales. En el juicio es declarado como hábil porque el juez estima que, si el Servicio Postal de los Estados Unidos, que es una institución federal, remite a Kringle las cartas dirigidas a Santa Claus, entonces él no tiene razones para dudar de su identidad.

## Reparto
- Maureen O'Hara como Doris Walker
- John Payne como Fred Gailey
- Edmund Gwenn como Kris Kringle
- Gene Lockhart como Henry X. Harper
- Natalie Wood como Susan Walker
- Porter Hall como Granville Sawyer
- William Frawley como Charlie Halloran
- Jerome Cowan como el fiscal de distrito Thomas Mara
- Philip Tonge como Julian Shellhammer

## Premios
La película ganó tres Premios Oscar, en las categorías de mejor argumento, actor de reparto y mejor guion adaptado.
Premios Oscar
| Premio                 | Candidato             | Resultado |
| ---------------------- | --------------------- | --------- |
| Mejor película         | Twentieth Century Fox | Nominado  |
| Mejor actor de reparto | Edmund Gwenn          | Ganador   |
| Mejor Argumento        | George Seaton         | Ganador   |
| Mejor guion adaptado   | Valentine Davies      | Ganador   |

Forma parte del AFI's 10 Top 10 en la categoría de "Cine fantástico".